# MariaDB Corporation
MariaDB Corporation ist Haupt-Entwickler des freien Datenbanksystems MariaDB.
Das Unternehmen wurde von Michael „Monty“ Widenius gegründet, nachdem dieser zunächst das Open-Source-Datenbanksystem MySQL entwickelt und an Sun Microsystems verkauft hatte. Sun wurde später vom Konkurrenten Oracle übernommen, womit die Namensrechte von MySQL auch an Oracle übergingen.
Monty Widenius und einige seiner Kollegen erzeugten daraufhin einen Fork von MySQL unter dem Namen MariaDB und entwickeln diesen bis heute weiter. Um die Entwicklung finanzieren zu können, bietet das Unternehmen Support und Remote-DBA-Dienstleistungen für Nutzer von MariaDB.
Das gleichnamige Datenbanksystem MariaDB untersteht der gemeinnützigen MariaDB Foundation, um sicherzustellen, dass das Datenbanksystem auch langfristig frei bleibt und nicht wie MySQL von einem anderen Unternehmen übernommen werden kann.

## Historie
Das Unternehmen wurde von ehemaligen MySQL-Entwicklern unter dem Namen SkySQL gegründet und am 1. Oktober 2014 in MariaDB Corporation umbenannt. Die jüngste Finanzierungsrunde brachte 9 Millionen Dollar, unter anderem von Intel Capital und California Technology Ventures. Michael Howard trat die Nachfolge des Mitte 2015 ausgeschiedenen CEO Patrick Sallner an. MySQL- und MariaDB-Schöpfer Monty Widenius ist CTO des Unternehmens. Das Unternehmen bietet Support, Schulung und Remote-Administration von MySQL- und MariaDB-Datenbanken.
Das Geschäftsmodell des Unternehmens ist, über diese Dienstleistungen die finanziellen Ressourcen zu erlangen, um das Open-Source-System weiterzuentwickeln.
Das Unternehmen kündigte am 26. Februar 2018 im Rahmen seiner internationalen Anwenderkonferenz M|18 die Gründung von MariaDB Labs an. Hier soll an innovativen Datenbank-Verfahren geforscht werden. Zunächst ist die Zusammenarbeit mit Intel mit dem Ziel geplant, eine Referenzarchitektur für Datenbanken mit verteilten Speicher- und Server-Landschaften zu entwickeln.
Im März 2023 teilte die MariaDB Corporation mit, nach damaliger Ertragslage kein Jahr mehr überleben zu können. Im Februar 2024 gab das Unternehmen bekannt, Zahlungsaufschub gewährt bekommen zu haben. K1 Investment Management, LLC („K1“) erwarb 100 Prozent der ausgegebenen Stammaktien von MariaDB plc (NYSE: MRDB) am 10. September 2024.

## Konferenz
Das Unternehmen veranstaltet die jährliche Konferenz OpenWorks in New York, zu der etwa 900 MariaDB-Anwender kommen.